# Kaple Svaté Trojice (Čelechovice na Hané)
Kaple Svaté Trojice je malá pravoslavná sakrální stavba v Čelechovicích na Hané. Jedná se o poslední pravoslavnou kapli, která byla dokončena před nacistickou perzekucí této církve po útoku na Reinharda Heydricha. Kaple není památkově chráněná a je filiálkou Pravoslavné církevní obce v Olomouci.

## Historie
V Čelechovicích od časů první republiky existovalo malé pravoslavné společenství, čítající asi deset rodin. Bohoslužby se sloužily ve školní budově a dojížděli je sloužit duchovní z olomoucké církevní obce. Až v roce 1941 se podařilo od obce zakoupit pozemek pro stavbu kaple. Projekt pro stavbu vypracoval v tzv. staroruském stylu archimandrita Andrej Kolomacký. Základní kámen požehnal 22. června 1941 moravskoslezský protopresbyter Josef Rezek, zastupující biskupa Gorazda (Pavlíka). Stavbu realizoval de facto svépomocně již zmíněný archimandrita Andrej Kolomacký, kterému pomáhal jeho syn a několik místních farníků. Pouze nejnutnější odborné práce byly svěřovány profesionálním řemeslníkům. Záhy po dokončení stavby nacistické úřady činnost pravoslavné církve zakázaly. I činnost čelechovického společenství byla zcela paralyzována. Svěcení kaple vykonal až 22. června 1947 biskup Jelevferij (Voroncov).
Čelechovické společenství početně sláblo, až nakonec v 60. letech ustaly bohoslužby a kapli si přivlastnil čelechovický národní výbor. V roce 1989 nicméně kaple byla navrácena do majetku eparchie. V roce 2006 byla v Čelechovicích zřízena samostatná církevní obec, kterou spravoval o. dr. František Rodr. Tehdy také byl učiněn pokus získat objekt, který by mohl sloužit jako fara. Církevní obec však byla početně slabá a dále slábla, pročež byla v roce 2019 opět zrušena a kaple se stala filiálkou církevní obce v Olomouci.
Bohoslužby jsou v kapli slouženy nepravidelně několikrát v roce, vždy po předchozím ohlášení.

## Stavební podoba
Kaple je tvořena čtvercovou lodí, nad kterou je vztyčena malá věžička, a nevelkým polygonálně uzavřeným kněžištěm. Lze říci, že stavebně jde o zjednodušenou variaci na chrám sv. Václava ve Střemeníčku (chybí boční apsidy a předsíň), který rovněž projektoval archimandrita Kolomacký a který byl dokončen nedlouho před započetím stavby v Čelechovicích.